# نیروگاه شهید بسطامی شاهرود
نیروگاه شهید بسطامی شاهرود (استان سمنان، کیلومتر ۱۵ جاده شاهرود – دامغان، بهره‌برداری ۱۹ دی ۱۳۹۱)، یکی از نیروگاه‌های ایران از نوع سیکل ترکیبی با ظرفیت تولید ۴۸۴ مگاوات است که شامل ۲ واحد گازی ۱۶۲ مگاواتی و ۱ واحد بخار ۱۶۰ مگاواتی در زمینی به مساحت ۵۰ هکتار است. ظرفیت فعلی این نیروگاه ۳۲۴ مگاوات است و بخش بخار و سیکل ترکیبی آن هنوز به بهره‌برداری نرسیده‌است،این نیروگاه در سال ۹۷ با شرکت خصوصی واگذار گردید که در سال ۹۹ با مشخص شدن تخلف در فروش مجدد ۱۰۰٪ سهام به دولت بازگشت داده شد.
سوخت این نیروگاه گاز طبیعی و سوخت پشتیبان نفت گاز (گازوئیل) است که در سه مخزن هریک به ظرفیت ۲۰ هزار متر مکعب ذخیره‌سازی می‌شود. سطح ولتاژ پست برق نیروگاه ۲۳۰ کیلوولت است.
مجری این طرح سازمان توسعه برق، پیمانکار آن گروه مپنا و مشاور آن شرکت مهندسی قدس نیرو بوده‌است.

## روزشمار بهره‌برداری نیروگاه
واحد اول این نیروگاه در ۲ بهمن ۱۳۸۹ وارد مدار شد و در ۱۹ دی ۱۳۹۱ بدست رئیس‌جمهور وقت، محمود احمدی‌نژاد افتتاح شد که در این افتتاح تنها واحد دوم بخش گاز آن به بهره‌برداری رسید و به گفته خبرگزاری مهر، واحد اول بخش گاز به‌طور کامل در ۲۲ مهر ۱۳۹۲ به شبکه سراسری برق متصل شد. (اخبار مربوط به بهره‌برداری واحدهای مختلف گاز، متناقض است)
بخش بخار و سیکل ترکیبی این نیروگاه هنوز به بهره‌برداری نرسیده‌است و ظرفیت فعلی این نیروگاه ۳۲۴ مگاوات است.

## هزینه ساخت نیروگاه
اعتبار اختصاص داده شده [۱۹ دی ۱۳۹۱] برای ساخت این نیروگاه ۲۲۰ میلیارد تومان است.